# Miconia malatestae
Miconia malatestae är en tvåhjärtbladig växtart som beskrevs av James Francis Macbride. Miconia malatestae ingår i släktet Miconia och familjen Melastomataceae. Inga underarter finns listade i Catalogue of Life.